# Inception (álbum)
Inception es el cuarto álbum de estudio de la banda estadounidense de heavy metal Sanctuary, publicado en 2017 por Century Media Records. Contiene maquetas, versiones remasterizadas y algunas grabaciones perdidas que fueron grabadas originalmente en 1986 para el disco debut Refuge Denied, las cuales fueron masterizadas y mezcladas por el productor Zeuss.

## Lista de canciones
| N.º | Título                    | Escritor(es)   | Duración |  |
| 1.  | «Dream of the Incubus»    |                | 4:26     |  |
| 2.  | «Die for My Sins»         | Rutledge, Dane | 3:40     |  |
| 3.  | «Soldiers of Steel»       | Rutledge, Dane | 6:39     |  |
| 4.  | «Death Rider / Third War» | Rutledge, Dane | 4:14     |  |
| 5.  | «White Rabbit»            | Grace Slick    | 2:35     |  |
| 6.  | «Ascension to Destiny»    | Rutledge, Dane | 5:06     |  |
| 7.  | «Battle Angels»           | Blosl, Dane    | 5:19     |  |
| 8.  | «I Am Insane»             |                | 4:02     |  |
| 9.  | «Veil of Disguise»        | Rutledge, Dane | 6:23     |  |

## Posicionamiento en listas
| País     | Lista (2017)         | Posición |
| -------- | -------------------- | -------- |
| Alemania | Media Control Charts | 53       |
| Bélgica  | Ultratop (Valonia)   | 124      |

## Músicos
- Warrel Dane: voz
- Lenny Rutledge: guitarra eléctrica y coros
- Sean Blosl: guitarra eléctrica y coros
- Jim Sheppard: bajo
- Dave Budbill: batería y coros
- Rich Furtner: bajo (pistas 3 y 7)